# ヨアヒム・マイアー
ヨアヒム・マイアー（Joachim Meyer）は、武術書『剣術の美の説明（Gründtliche Beschreibung der kunst des Fechten）』（1570年）の著者。1600年に再刊されたその著作は、1612年のヤーコプ・ズートーアの書をはじめとする、16・17世紀ドイツ剣術書に影響を与えたとされている。
『剣術の美の説明』は、戦場のための剣術よりも、市民のために戦い方を体系的に説明している。説明的な文章が多く、ほんの十数枚ばかり添えられている木版画で、数人の生徒が本文で説明されているさまざまなテクニックを実際に行っている場面が描かれている。同書は5章からなり、長剣、デュサック（langes messer に似た訓練用武器）、レイピア（サイドソード）、短剣、竿状武器（ハルバード、パイク、棒）を扱っている。
マイアーの武術体系は、概ね、ヨハンネス・リヒテナウアーによって基礎づけられたドイツ流剣術の影響を受け、ドイツ流の用語を使用している。しかしまた一方で、アキレ・マロッツォなどの同時代のイタリア剣術にも影響されているように思われる。